# Nyctobia vernata
Nyctobia vernata är en fjärilsart som beskrevs av Alpheus Spring Packard 1873. Nyctobia vernata ingår i släktet Nyctobia och familjen mätare. Inga underarter finns listade i Catalogue of Life.